# Запис Мијатовића храст (Чачак)
Запис Мијатовића храст (Чачак) се налази на парцели чији је власник Милићевић Олга.

## Локација
| Општина             | Чачак                                                                       |
| Катастарска општина | Чачак                                                                       |
| Потес               | Јездинско брдо                                                              |
| Координате          | 43° 52′ 54″ С; 20° 20′ 21″ И / 43.881599999999999° С; 20.339099999999998° И |
| Надморска висина    | 244m                                                                        |

## Карактеристике
Дендрометријске вредности утврђене на терену и сателитским снимцима:
| Стабло                     | Храст |
| Висина стабла              | m     |
| Обим дебла                 | m     |
| Пречник крошње             | 23m   |
| Пречник дебла              | m     |
| Висина дебла до прве гране | m     |

## База записа
Запис је у оквиру Викимедија пројекта "Запис - Свето дрво" заведен под редним бројем 1264.